# Gayne Rescher
Gayne Rescher (* 19. Dezember 1924 in New York City; † 29. Februar 2008 in Gig Harbor, Washington) war ein US-amerikanischer Kameramann.

## Leben
Reschers Eltern Jean Tolley und Jay Rescher waren beide im Filmgeschäft zu Zeiten des Stummfilms tätig gewesen: sie als Schauspielerin, er als Kameramann. Während des Zweiten Weltkriegs war Rescher als Kampfpilot aktiv.
Rescher begann seine Karriere als Kameramann Mitte der 1950er Jahre. Bis zu den 1970er Jahren war er vor allem an Kinoproduktionen beteiligt, ab den 70er Jahren arbeitete er vornehmlich für das Fernsehen. 1980, 1989 sowie 1991 wurde er für seine Arbeit jeweils mit einem Emmy ausgezeichnet, hinzu kamen fünf Nominierungen. Zwei Mal konnte er auch den ASC Award gewinnen. Jeweils einen der Preise erhielt er 1991 für die Fernsehproduktion Heißes Erbe Las Vegas. Seine letzte Arbeit stammt aus dem Jahr 1997.
Rescher war zeitlebens drei Mal verheiratet. Aus seiner ersten Ehe der Jahre 1949 bis 1973 stammen drei Kinder. Eine zweite Ehe dauerte bis zum Tod der Ehefrau im Jahr 1988, die dritte hielt bis zu seinem Tod. Eines seiner Kinder, Dee Dee Rescher, ist als Schauspielerin im Filmgeschäft tätig.

## Filmografie (Auswahl)
- 1956: Wunder von Todd-AO (The Miracle of Todd-AO)
- 1957: Ein Gesicht in der Menge (A Face in the Crowd)
- 1958: Windjammer
- 1960: Geheimakte M (Man on a String)
- 1960: Unterwelt (Murder Inc.)
- 1968: Die Liebe eines Sommers (Rachel, Rachel)
- 1969: John und Mary (John and Mary)
- 1970: Keiner killt so schlecht wie ich (A New Leaf)
- 1971: So gute Freunde (Such Good Friends)
- 1973: Heiraten wir morgen (The Third Girl from the Left)
- 1974: Claudine
- 1975: Vermißt im Bermuda-Dreieck (Beyond the Bermuda Triangle)
- 1978: Das große Abenteuer im Ballon (Olly, Olly, Oxen Free)
- 1978: Nur ich und du (Just Me and You)
- 1980: Der Scarlett-O’Hara-Krieg (The Scarlett O’Hara War)
- 1980: Moviola – Greta Garbo: Die Göttliche (The Silent Lovers)
- 1981: Verfluchter Mist (The Pride of Jesse Hallam, Fernsehfilm)
- 1982: Mein großer Bruder (Something So Right)
- 1982: Star Trek II: Der Zorn des Khan (Star Trek II: The Wrath of Khan)
- 1983: Mike Hammer – Mord auf Abruf (Murder Me, Murder You)
- 1983: The Day After – Der Tag danach (The Day After)
- 1985: Der Ausweg (Toughlove)
- 1987: Flashpoint Mexico (Love Among Thieves)
- 1987: P.O.W. – Prisoner of War (In Love and War)
- 1990: Heißes Erbe Las Vegas (Lucky/Chances)
- 1992: Alptraum ohne Erwachen (Nightmare in the Daylight)
- 1992: Eine mörderische Freundschaft (A Taste for Killing)
- 1993: Palm Springs Detectives – Ausweglose Jagd (Fugitive Nights: Danger in the Desert)
- 1994: Maggie, Maggie! (Breathing Lessons)
- 1997: Plädoyer für einen Killer (Melanie Darrow)